# Aktoprak, Altınova
Aktoprak là một xã thuộc huyện Altınova, tỉnh Yalova, Thổ Nhĩ Kỳ. Dân số thời điểm năm 2010 là 77 người.